# Сабель, Адальберт Иванович
Адальберт Иванович Сабель (10 декабря 1877 — 15 августа 1915) — подполковник Русской императорской армии, участник Персидского похода (1909—1911), герой Первой мировой войны, Георгиевский кавалер.

## Биография
Адальберт Иванович Сабель родился в семье младшего офицера 5-го финского стрелкового батальона г. Куопио Йохана Дидрика Сабеля (Sabel) (1854—1893) и Альмы Петтерссон (1854—1939). В 1867 году поступил в частный шведский реальный лицей в Куопио, который успешно окончил в 1896 году. После лицея поступил в качестве вольноопределяющегося в 5-й финский стрелковый батальон в должности снайпера. Экстерном сдал курс при университете Лаппеэнранта, затем офицерские курсы при Финляндском кадетском корпусе в г. Хамина, из которого был выпущен в чине подпоручика в 1900 году, распределён в 129-й пехотный Бессарабский Его Императорского Высочества великого князя Михаила Александровича полк в Киеве.
В 1901 году Адальберт Иванович в связи с усилившимися волнениями среди курдских повстанцев был командирован на Кавказ, урочище Манглис, в Эриванский 13-й лейб-гренадерский Царя Михаила Фёдоровича полк (приказ № 132—843).
За отличную службу в 1906 г. был представлен к званию штабс-капитана (приказ № 7160).
С 1911 по 1914 в звании капитана командир разведчиков Эриванского полка на границе с Персией, пост Эшакчи Ленкоранского уезда. В 1913 году участник торжеств по случаю 300-летия дома Романовых в Костроме.
18 сентября 1914 г. вместе с полком прибыл на Северо-Западный фронт в составе 2-го Кавказского армейского корпуса. 24 сентября, командуя ротой, принял неравный бой с превосходящими силами противника в районе озёр Ожево и Окунин северо-западнее города Сувалки.

«54 убитых, 112 раненых, двое лишились рассудка; все, в той или иной степени, оглушены и контужены; младший офицер роты прапорщик Котляревский откопан гренадерами в бессознательном состоянии. Вот потери в одной только 5-й роте капитана Сабеля за этот день.
Капитан Адальберт Иванович Сабель с восторгом отзывался о гренадерах. Ведь находились люди, которые в этом аду сами вызывались бежать на нашу батарею, чтобы она открыла огонь и тем облегчила бы положение роты, лежащей под расстрелом, как на ладони. — Лейб-эриванцы в Великой войне. — С. 30.
Это лишь один эпизод из службы Адальберта Сабеля, который по праву в Эриванском полку считался легендарной личностью.

«чтобы, хоть отчасти, оправдать невознаградимые потери полка и дивизии, особенно гибель храбрейшего из храбрых — гордость и славу не только Эриванцев, но и всего II Кавк. Корпуса подполковника Сабеля»— Лейб-эриванцы в Великой войне. — С. 149.
Погиб 15 августа 1915 года в селе Олсоки под Вильной. Могила неизвестна.

В городе Куопио в музее, посвящённом Адальберту Сабелю (Лепорелло), можно прочитать следующие слова: 
«Diktens avslutande strof kunde lika väl ha skrivits till minne av den på främmande botten tio år senare stupade Adalbert Sabel: Vård på graven du ej behöver, hög som äran är skyn däröver. Allting döden i glömska söver, äran ensam blir evigt kvar» — Бертель Грипенберг»
«Забота о могиле вам не нужна, высоко, как честь — небо над головой. Все смерть в забвении спит, только честь остается навсегда» — Бертель Грипенберг»

## Реляция о награждении
«Орден Св. Великомученика и победоносца Георгия 4-й степени:

Капитану Адальберту Сабелю за то, что 6 декабря 1914 года у с. Ленг, на восточном берегу р. Бзуры, командуя двумя ротами под сильным перекрестным огнём противника, лично повёл роты в атаку на неприятельские окопы и штыковым ударом выбил неприятеля из окопов, запятых им на берегу р. Бзуры, переколов при этом до 50 человек и взяв в плен 18 нижн. чинов, чем вполне обеспечил левый фланг нашей позиции от дальнейших на него нападений со стороны противника». — «Русский инвалид» от 26 сентября 1915 года № 213

«Награждён Георгиевским оружием:

Подполковнику Адальберту Сабелю за то, что, будучи в чине капитана, в арьергардных боях с 31 мая по 10 июня 1915 г. у с. Тухла, Луковец и Осередек, воодушевлял примером свой б-н, неоднократно оборонял важные боевые участки, отбивая многочисленные атаки превосходных сил противника и, будучи два раза отрезан от своего полка, штыками пробивался и присоединялся к нему».— «Русский инвалид» от 2 ноября 1916 г. № 293]

## Источник
- Воспоминания кавказского гренадера, 1914—1920. Белград, Русская типография, 1925.
  - Французский перевод: Souvenirs d’un grenadier du Caucase — 1914—1920. Paris, 1931.
  - Сокращённый немецкий перевод: Erinnerungen eines kaukasischen Grenadiers. Stuttgart, C.Belser, 1930.
- Г.г. офицеры: очерки. — Париж, Imp. Pascal, 1929.
  - Переиздание: М.: Вече, 2008. — ISBN 978-5-9533-2712-1.
- Храм славы. — Париж: Возрождение, 1931.
- Лейб-эриванцы в Великой войне. — 1959.
- ВП от 26.02.1915 по военному ведомству // Разведчик № 1274, 08.04.1915.
- ВП по военному ведомству // Разведчик № 1279, 12.05.1915.
- ВП по военному ведомству // Разведчик № 1274, 08.04.1915.
- ВП по военному ведомству // Разведчик № 1083.